# Tunnel sous la mer d'Irlande

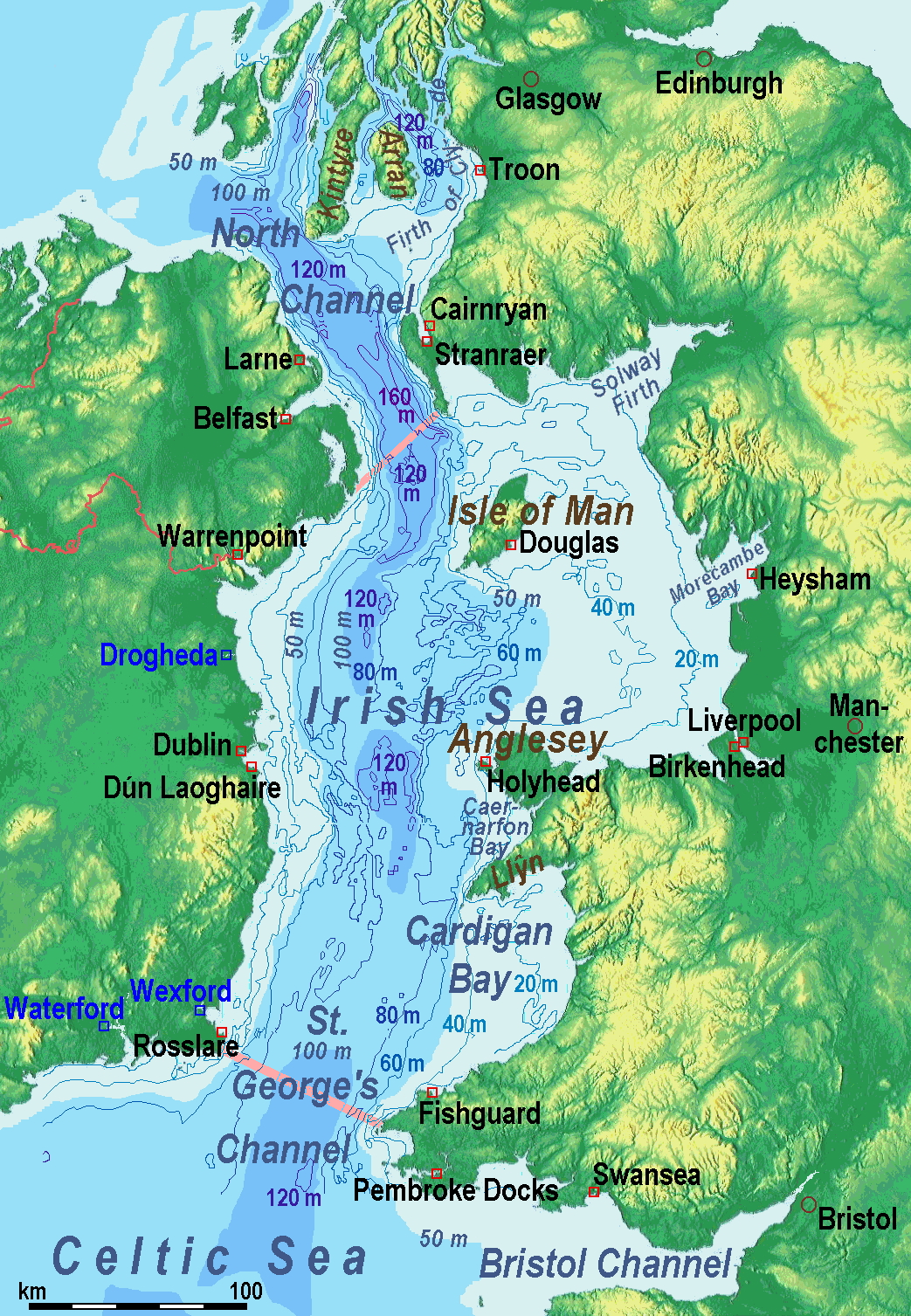
Carte bathygraphique de la mer d'Irlande.

Plusieurs projets permettant de relier la Grande-Bretagne à l'île d'Irlande autrement que par bateau ou avion ont été imaginés : pont, tunnel ou chaussée, devant permettre de traverser la mer par la route ou le rail, mais aucun n'a été réalisé, principalement en raison de l'absence d'intérêt économique.

## Situation géologique
La fosse de Beaufort sépare les deux îles. La profondeur de la mer d'Irlande atteint les 160 mètres à plusieurs endroits pour tous les trajets proposés. Par comparaison, le tunnel sous la Manche passe sous une mer de 45 mètres,.
La fosse de Beaufort a servi de décharge d'armement, et selon le Ministère de la Défense, plus d'un million de tonnes de munitions a été déversé. Certaines munitions continuent d'exploser, 186 ayant été détectées par des sismographes entre 1992 et 2004.
La desserte entre l'Irlande du Nord et l'Écosse est, en 2018, assurée par un ferry qui traverse la mer d'Irlande en deux heures.

## Itinéraires possibles

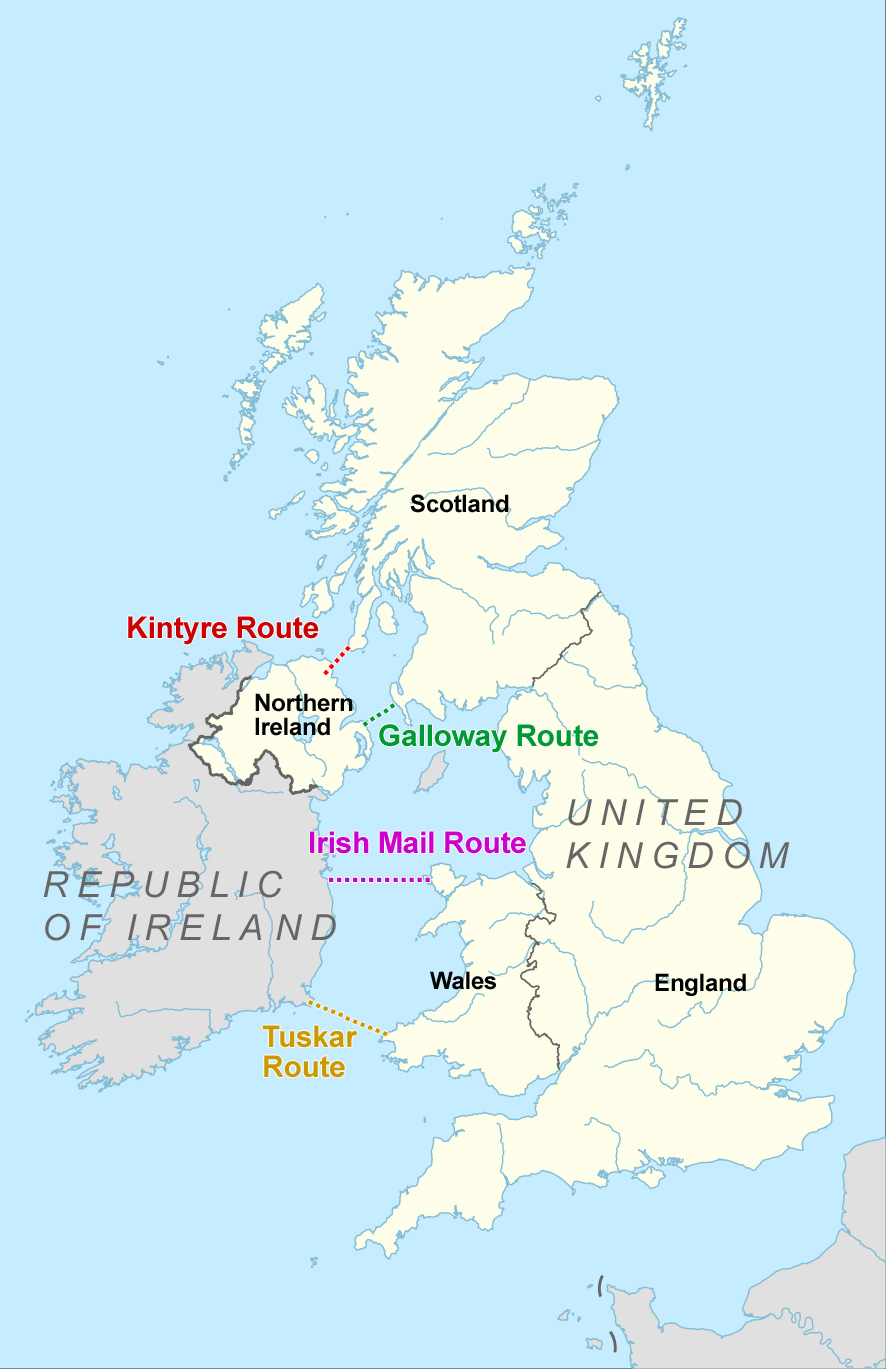
Les quatre itinéraires proposés, représentés sur une carte des îles Britanniques.

Quatre itinéraires ont été proposés : deux projets courts reliant l'Irlande du Nord à l'Écosse, qui traverseraient le canal du Nord, et deux projets longs reliant la république d'Irlande au pays de Galles.

### Route de Kintyre
C'est le projet le plus septentrional et le plus court. Il relierait en 19 kilomètres le district de Moyle, dans le comté d'Antrim, à mull of Kintyre. Cependant le Kintyre, du côté écossais, est une péninsule montagneuse et isolée qui nécessiterait la construction de plusieurs tunnels pour accéder à Glasgow et aux grandes villes écossaises.

### Route de Galloway
Ce projet de 42 kilomètres relierait Larne près de Belfast à Portpatrick en Écosse. En raison de la profondeur de la fosse de Beaufort, située à cet endroit, le tunnel ferait 200 à 300 mètres de profondeur, c'est pourquoi un pont est plutôt envisagé. Le nom de Galloway renvoie au comté historique dans lequel se situe Portpatrick, aujourd'hui Dumfries and Galloway.
Une équipe de l'Université Heriot-Watt propose en 2020 la réalisation d'un tunnel flottant submergé, qui serait maintenu à cinquante mètres sous la surface grâce à un ancrage sur le fond de la mer et des pontons. Le voyage durerait alors quarante minutes. Ce type de construction serait basé sur des concepts similaires au chantier de l'autoroute Norvégienne.

### Route de l'Irish Mail
Ce projet de 100 km de long relierait directement Dublin à Holyhead, au pays de Galles, et proposerait une route plus directe entre l'Irlande et Birmingham, Londres ou Manchester. La liaison Dublin-Londres ne ferait ainsi plus que 500 kilomètres, soit deux heures et demie de train à grande vitesse.
Il s’agirait alors d’un pont reliant le Royaume-Uni à la république d’Irlande, membre de l’Union européenne.

### Route de Tuskar
Le plus long des projets, faisant plus de 100 km, propose de relier Rosslare, au sud-est de l'Irlande, au sud du pays de Galles. Le nom de cette route vient d'un groupe de rochers marquant les côtes irlandaises.

## Historique du projet

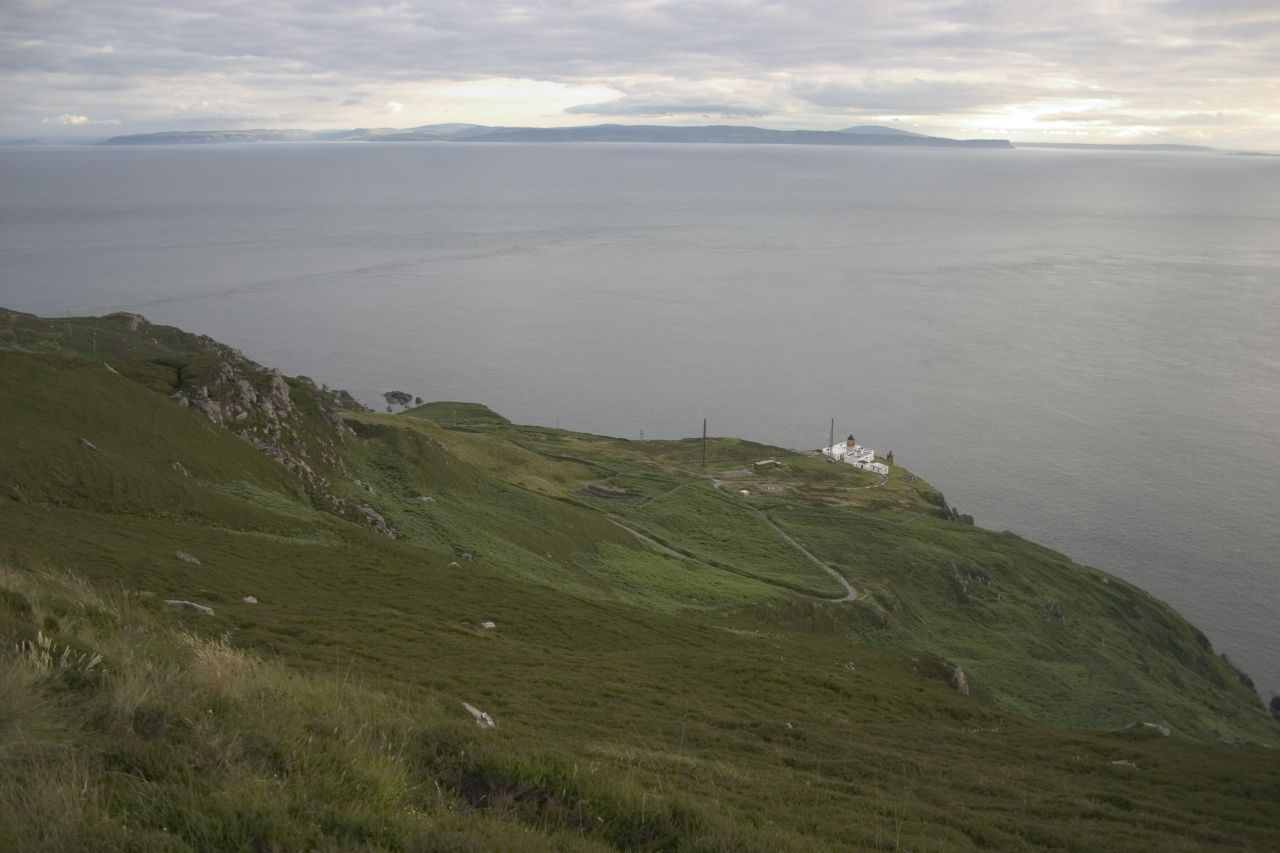
L'Écosse en avant-plan, séparée de l'Irlande du Nord en arrière-plan par la mer d'Irlande au niveau de Kintyre.

En 1799, la description d'un projet avorté de pont reliant Howth, près de Dublin à Holyhead, au nord du pays de Galles était une caricature de l'échec de l'Union Bill de 1799.
Entre 1886 et 1900, des propositions pour relier Irlande et Écosse étaient étudiées par les unionistes. En 1885, le Irish Builder and Engineer constate qu'un projet de tunnel a été discuté « depuis un certain temps ». En 1890, l'ingénieur Luke Livingston Macassey conçoit un pont tubulaire submergé entre Belfast et Stranraer. En 1897, une société britannique décide de dépenser 15 000 £ en forages et sondages, afin de juger de la viabilité d'un tel projet. La ligne aurait été commercialement intéressante, aurait proposé des trajets transatlantiques plus rapides, en s'embarquant du port de Galway, par exemple, en plus d'un intérêt stratégique. Lorsque Hugh Arnold-Foster demande en 1897 à la chambre des communes d'un tunnel dans le nord de la mer d'Irlande, il se voit répondre par Arthur Balfour que les aspects financiers ne sont pas très prometteurs.
En 1915, un tunnel est proposé par Gershom Stewart afin de lutter contre le blocus de l'Irlande par les U-boote. Cette idée est rejetée par H. H. Asquith, car difficilement réalisable dans les circonstances d'une guerre. En 1918, Stewart propose que les prisonniers de guerre allemands creusent le tunnel.
Le sénat d'Irlande du Nord débat de l'idée d'un tunnel le 25 mai 1954. En 1956 l'unioniste Harford Hyde de la circonscription de North Belfast propose à la chambre des communes une motion pour construire un tunnel,. En 1980, John Biggs-Davison suggère que la CEE soit impliquée dans un tel projet.
En 1988, le ministre du tourisme et des transports d'Irlande, John P. Wilson, déclare qu'un tunnel sous la mer d'Irlande coûterait deux fois plus que le tunnel sous la Manche, pour 5 fois moins de débouchés économiques, rendant ainsi le projet non viable économiquement. En 1997 et 1998 le Department of Public Enterprise refuse de financer une étude de faisabilité de la société Symonds visant à construire un tunnel de type tube immergé,. En 2000, Symonds publie une étude de faisabilité à 8 millions de livres, et évalue le coût de construction à 14 milliards de livres.
En 2004 est publié A Vision of Transport in Ireland in 2050 (une vision du transport en Irlande en 2050), qui inclut un tunnel entre Wexford, au sud-est de l'Irlande, et Pembroke au sud-ouest du pays de Galles.
La proposition de construire un pont entre l'Irlande du Nord et l'Écosse est défendue par le parti unioniste démocrate,. Pour Sammy Wilson du DUP, l'idée est comparable au tunnel sous la Manche ou à l'autoroute High Speed 2. Le parti a conditionné sa participation au gouvernement, en cas d'absence de majorité, à une étude de faisabilité pour un pont ou un tunnel, lors des élections de 2015.
En mars 2018, le gouvernement écossais se dit prêt à ouvrir les discussions pour un pont entre l'Écosse et l'Irlande du Nord. Boris Johnson soutient l'idée, préférant la route Galloway, reliant Larne à Portpatrick. La construction d'un tel pont, estimée à quinze milliards de livres, serait difficile, mais réalisable techniquement. Le pont nécessiterait cinquante-quatre piles, une trentaine devant faire plus de 400 m de haut, ce qui fait dire à ses détracteurs que ce projet est « aussi réalisable que construire un pont vers la lune », d'autant que la zone est souvent sujette à des tempêtes.
Une étude de faisabilité est publiée en 2021 et conduit à rejeter le projet en raison de son coût : celui-ci est estimé à 355 milliards de livres pour un pont et 209 milliards pour un tunnel.